# Dusona longifemorata
Dusona longifemorata là một loài tò vò trong họ Ichneumonidae.